# Contes per a un any
Els Contes per a un any (en italià: Novelle per un anno) és un recull de contes (prop de 250) escrits per Luigi Pirandello entre el 1884 i el 1936.

## El primer i el darrer conte
La redacció de contes (novelle ) acompanyà tota la vida de l'autor, des de la seva adolescència fins als darrers dies de la seva vida, i fou més intensa en els primers quinze anys del segle xx:
- la primera novella és una esbós sicilià escrit el 1884, La Capannetta, publicada el juny de 1884 en el suplement dominical de la Gazzetta del Popolo;
- la darrera novella, Effetti di un sogno interrotto (Efectes d'un somni interromput) apareix el 1936 al Corriere della Sera, el dia abans de la mort de Pirandello.[1]

## Les primeres recopilacions fins al 1922
Pirandello publicà els seus contes a diverses capçaleres periodístiques o revistes i les recopilà en 13 llibrets fins al 1922:
- Amori senza amore (1894)
- Beffe della morte e della vita i Quand'ero matto (1902)
- Bianche e nere (1904)
- Erma bifronte (1906)
- La vita nuda (1910)
- Terzetti (1912)
- Le due maschere (1914)
- La trappola i Erba del nostro orto (1915)
- E domani, lunedì... (1917)
- Un cavallo nella luna (1918)
- Berecche e la guerra i Il Carnevale dei morti (1919)

## Un cicle únic
El 1922 Pirandello decideix de projectar un cicle únic que reculli els contes en 24 llibres de 15 contes cadascun, amb l'editor florentí Bemporad disposat a posar en marxa un projecte editorial per reorganitzar el corpus complet de la seva producció narrativa.
Amb el títol unificador de Contes per a un any (Novelle per un anno), Pirandello proposa un conte per dia, inserint-se en la traça programàtica del Decameró i de Les mil i una nits, en els que un nombre fix de contes és narrat en un temps precís, gairebé com un ritual màgic i fabulador.

## Els primers 15 volums
D'aquell any, el 1922, fins al 1937, l'any següent a la seva mort, apareixen quinze volums de novells, entrant també la casa editoral de Milà Mondadori en la publicació dels darrers dos llibres, si bé el cicle queda de totes maneres incomplet per la mort de l'autor.
- Novelle per un anno, 15 voll., Firenze, Bemporad, 1922-1928; Milano, Mondadori, 1934-1937.

I, Scialle nero, Firenze, Bemporad, 1922.
II, La vita nuda, Firenze, Bemporad, 1922.
III, La rallegrata, Firenze, Bemporad, 1922.
IV, L'uomo solo, Firenze, Bemporad, 1922.
V, La mosca, Firenze, Bemporad, 1923.
VI, In silenzio, Firenze, Bemporad, 1923.
VII, Tutt'e tre, Firenze, Bemporad, 1924.
VIII, Dal naso al cielo, Firenze, Bemporad, 1925.
IX, Donna Mimma, Firenze, Bemporad, 1925.
X, Il vecchio Dio, Firenze, Bemporad, 1926.
XI, La giara, Firenze, Bemporad, 1927.
XII, Il viaggio, Firenze, Bemporad, 1928.
XIII, Candelora, Firenze, Bemporad, 1928.
XIV, Berecche e la guerra, Milano, Mondadori, 1934.
XV, Una giornata, Milano, Mondadori, 1937.

## Estructura de la recopilació
Els quinze volums apareguts en aquest període, no obstant, no són una simple reimpressió de les recopilacions publicades abans: Pirandello, com a bon humorista, es diverteix barrejant els papers, desmembrant els llibres vells i confonent-los, canviant els títols, eliminant alguns contes dels recopilats i inserint-ne d'altres mai publicats, excepte en els diaris.
La poètica pirandelliana vol que l'autenticitat i la veritat existeixin solament en el caos multiforme del flux de la vida, l'únic estadi en què poden existir la llibertat i la realitat, de tal manera que s'assisteix a una voluntària descomposició en la disposició de les narracions, feta de contes juxtaposats, sense un marc o enquadrament, sense un fil lògic que els uneixi.

### Traduccions al català
- Pirandello, Luigi; Benavent, Julia (traducció). Contes per a un any (Selecció).  Picanya (País Valencià): Edicions del Bullent, 1995, p. 150 pàgs.. ISBN 9788486390914.
- Pirandello, Luigi; Gestí, Joaquim (introducció i traducció). Contes per a un any.  Barcelona: Edicions de 1984, octubre de 2017, p. 400 pàgs.. ISBN 9788416987153. «(Premi de traducció Vidal Alcover 2007)»